# Hassi Khalifa
Hassi Khalifa (în arabă قاسى خليفة) este o comună din provincia El Oued, Algeria.
Populația comunei este de 31.784 de locuitori (2008).